# Roger Froment
Roger Marie Albert Froment, né le 15 février 1928 à Maleville (Aveyron) et mort le 9 février 2006, est un évêque catholique français, évêque de Tulle de 1985 à 1996.

## Repères biographiques
Roger Froment a été ordonné prêtre le 29 juin 1952. Il a été successivement vicaire à Notre-Dame de Millau (1952-1957), directeur de l’enseignement religieux (1957-1960), aumônier diocésain des Scouts de France, curé de Montjaux (1963), à Toulouse (1965-1970), curé à Saint-Affrique (1970-1975), secrétaire général de l’évêché de Rodez et vicaire épiscopal (1975-1980), directeur du centre spirituel de Ceignac (Aveyron) et de plusieurs aumôneries diocésaines.
Nommé évêque de Tulle le 20 juin 1985, il succède à Jean-Baptiste Brunon. Il est consacré par son prédécesseur le 15 septembre 1985.
Il quitte son ministère le 22 octobre 1996 et se retire ensuite dans le diocèse de Rodez. Il meurt le 9 février 2006